# Maison Spilmann
La maison Spilmann est un édifice situé dans la ville de Nancy, dans la Meurthe-et-Moselle en région Grand Est.

## Localisation
La maison Spilmann est un immeuble à l'angle de la rue Saint-Léon au no 12-14 et de l'avenue Foch dans le quartier Foch de Nancy.

## Histoire
Construite entre 1907 et 1908 pour le docteur Louis Spilmann, son architecte Lucien Weissenburger, en fait un édifice de l'Art Nouveau,.
En 1930, l'architecte Jean Bourgon construit un jardin d'hiver dont les menuiseries métalliques sont confiées aux ateliers Jean Prouvé.
En 1979, l'immeuble est occupé par Electricité de France qui le transforme et restaure les façades. Des trois terrasses primitives, seule celle couvrant l'oriel sur la rue Saint-Léon subsiste.
Les façades, les toitures sur rue et le mur de clôture avec sa grille sont inscrits aux titres des monuments historiques par arrêté du 4 mai 1994.

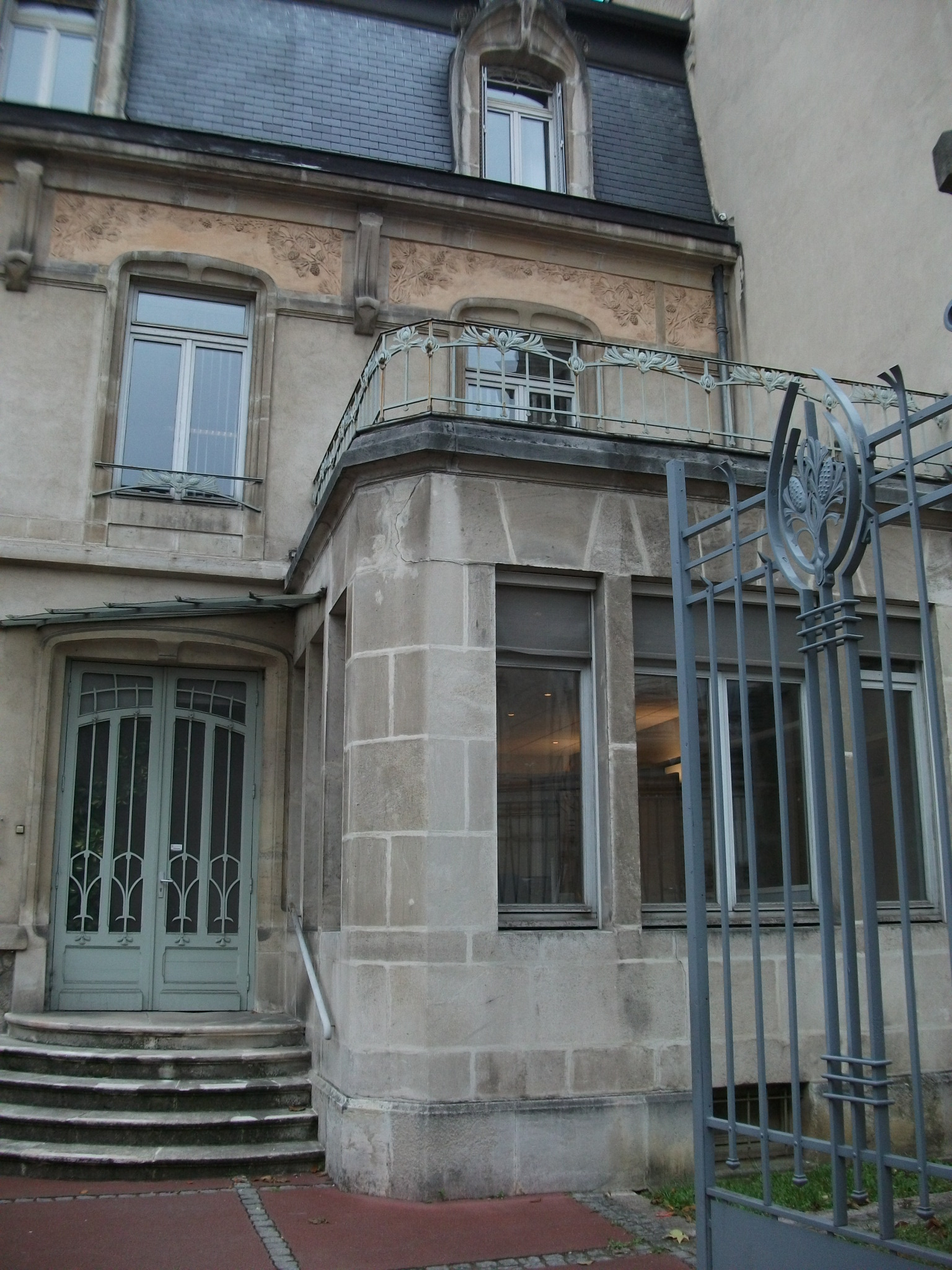
Entrée et avancée sur le jardin